# Фуншал
Фунша́л (порт. Funchal; МФА: [fũ.ˈʃaɫ]) — муніципалітет і місто в Португалії, в автономному регіоні Мадейра. Адміністративний центр цього регіону. Розташований на острові Мадейра в Атлантичному океані, на теренах історичної португальської провінції Мадейра. Належить до Фуншальської діоцезії Католицької церкви в Португалії. Права міського самоврядування має з 1452 року. Поділяється на 10 парафій.  Площа муніципалітету — 76,15 км², населення муніципалітету — 111892 ос. (2011); густота населення — 1469,36 осіб/км²
. Патрон — святий Яків-Малий. Святковий день муніципалітету — 21 серпня. Поштовий індекс — 9000.  Код місцевої адміністративної одиниці — 3003. Складова статистичного регіону Мадейра.

## Географія
Фуншал розташований на півдні острова Мадейра в Атлантичному океані.
Фуншал межує на півночі з муніципалітетом Сантани, на північному сході — з муніципалітетом Машіку, на сході — з муніципалітетом Санта-Круж, на півдні омивається Атлантичним океаном і на заході межує з муніципалітетом Камари-де-Лобуш.
За колишнім адміністративним поділом (до набуття Мадейрою статуту автономії у 1976 році) місто було адміністративним центром однойменного адміністративного округу. Центр Фуншалського єпископства.
Фуншал нині найважливіший культурний, туристичний та комерційний центр автономного регіону. У міському пейзажі домінують білі будинки з червоними черепичними дахами, що гарно вписуються в зелені парки міста, яскраві острівці садів і терас, а вулиці викладені вулканічним каменем.
Фуншал є гармонійним поєднанням моря, міста та гір. Фуншал є батьківщиною найкращого футболіста планети 2008 року Кріштіану Роналду.

### Клімат
Місто лежить у зоні середземноморського клімату. Найтепліший місяць — серпень з середньою температурою 22,6 °C (72,7 °F). Найхолодніший місяць — лютий, з середньою температурою 16,1 °С (61 °F).
| Клімат Фуншала          | Клімат Фуншала | Клімат Фуншала | Клімат Фуншала | Клімат Фуншала | Клімат Фуншала | Клімат Фуншала | Клімат Фуншала | Клімат Фуншала | Клімат Фуншала | Клімат Фуншала | Клімат Фуншала | Клімат Фуншала | Клімат Фуншала |
| Показник                | Січ.           | Лют.           | Бер.           | Квіт.          | Трав.          | Черв.          | Лип.           | Серп.          | Вер.           | Жовт.          | Лист.          | Груд.          | Рік            |
| Абсолютний максимум, °C | 25,5           | 26,6           | 30,1           | 30,2           | 33             | 34,7           | 29,6           | 38,5           | 38,4           | 34,1           | 30             | 25,6           | 38,5           |
| Середній максимум, °C   | 19,2           | 19,3           | 19,8           | 19,9           | 20,9           | 22,6           | 24,4           | 25,8           | 25,9           | 24,4           | 22,4           | 20,4           | 22,1           |
| Середня температура, °C | 16,2           | 16,1           | 16,6           | 16,9           | 17,9           | 19,7           | 21,4           | 22,6           | 22,6           | 21,2           | 19,2           | 17,4           | 19             |
| Середній мінімум, °C    | 13,2           | 13             | 13,3           | 13,8           | 14,9           | 16,9           | 18,4           | 19,4           | 19,4           | 18             | 16,1           | 14,5           | 15,9           |
| Абсолютний мінімум, °C  | 8,8            | 7,4            | 7,7            | 9,3            | 9,7            | 12,8           | 14,6           | 16,3           | 14,9           | 10,3           | 10,8           | 8              | 7,4            |
| Норма опадів, мм        | 90.6           | 64.5           | 56.2           | 37.8           | 30.3           | 6.4            | 2.8            | 3.1            | 34.7           | 78.2           | 82.4           | 109.4          | 596.4          |
| ----------------------- | -------------- | -------------- | -------------- | -------------- | -------------- | -------------- | -------------- | -------------- | -------------- | -------------- | -------------- | -------------- | -------------- |
| Джерело: Weatherbase    |                |                |                |                |                |                |                |                |                |                |                |                |                |

## Історія
Відомо, що місто Фуншал було засноване у 1424 році під час колонізації нещодавно відкритого острова Мадейри.
1454 року португальський король Афонсу V надав Фуншалу форал, яким визнав за поселенням статус містечка та муніципальні самоврядні права.
Статус міста було надано на підставі декрету португальського короля Мануела Першого 21 серпня 1508 року. Назва міста походить від назви бур'яну (тубільці називають його «фуншу»), що має солодкий смак.

## Населення
| Кількість мешканців | Кількість мешканців | Кількість мешканців | Кількість мешканців | Кількість мешканців | Кількість мешканців | Кількість мешканців | Кількість мешканців | Кількість мешканців | Кількість мешканців | Кількість мешканців | Кількість мешканців | Кількість мешканців | Кількість мешканців | Кількість мешканців | Кількість мешканців |
| ------------------- | ------------------- | ------------------- | ------------------- | ------------------- | ------------------- | ------------------- | ------------------- | ------------------- | ------------------- | ------------------- | ------------------- | ------------------- | ------------------- | ------------------- | ------------------- |
| 1864                | 1878                | 1890                | 1900                | 1911                | 1920                | 1930                | 1940                | 1950                | 1960                | 1970                | 1981                | 1991                | 2001                | 2011                |                     |
| 30 583              | 37 594              | 37 011              | 43 375              | 50 065              | 52 082              | 68 030              | 86 490              | 93 983              | 98 113              | 101 810             | 112 746             | 115 403             | 103 961             | 111 892             |                     |

## Парафії
1. Імакуладу-Корасау-де-Марія (порт. Imaculado Coração de Maria)
2. Монте (порт. Monte)
3. Санта-Лузія (порт. Santa Luzia)
4. Санта-Марія-Майор (порт. Santa Maria Maior)
5. Санту-Антоніу (порт. Santo António)
6. Сан-Ґонсалу (порт. São Gonçalo)
7. Сан-Мартінью (порт. São Martinho)
8. Сан-Педру (порт. São Pedro)
9. Сан-Роке (порт. São Roque)
10. Се (порт. Sé)

## Освіта
- Мадейрівський університет

## Туризм

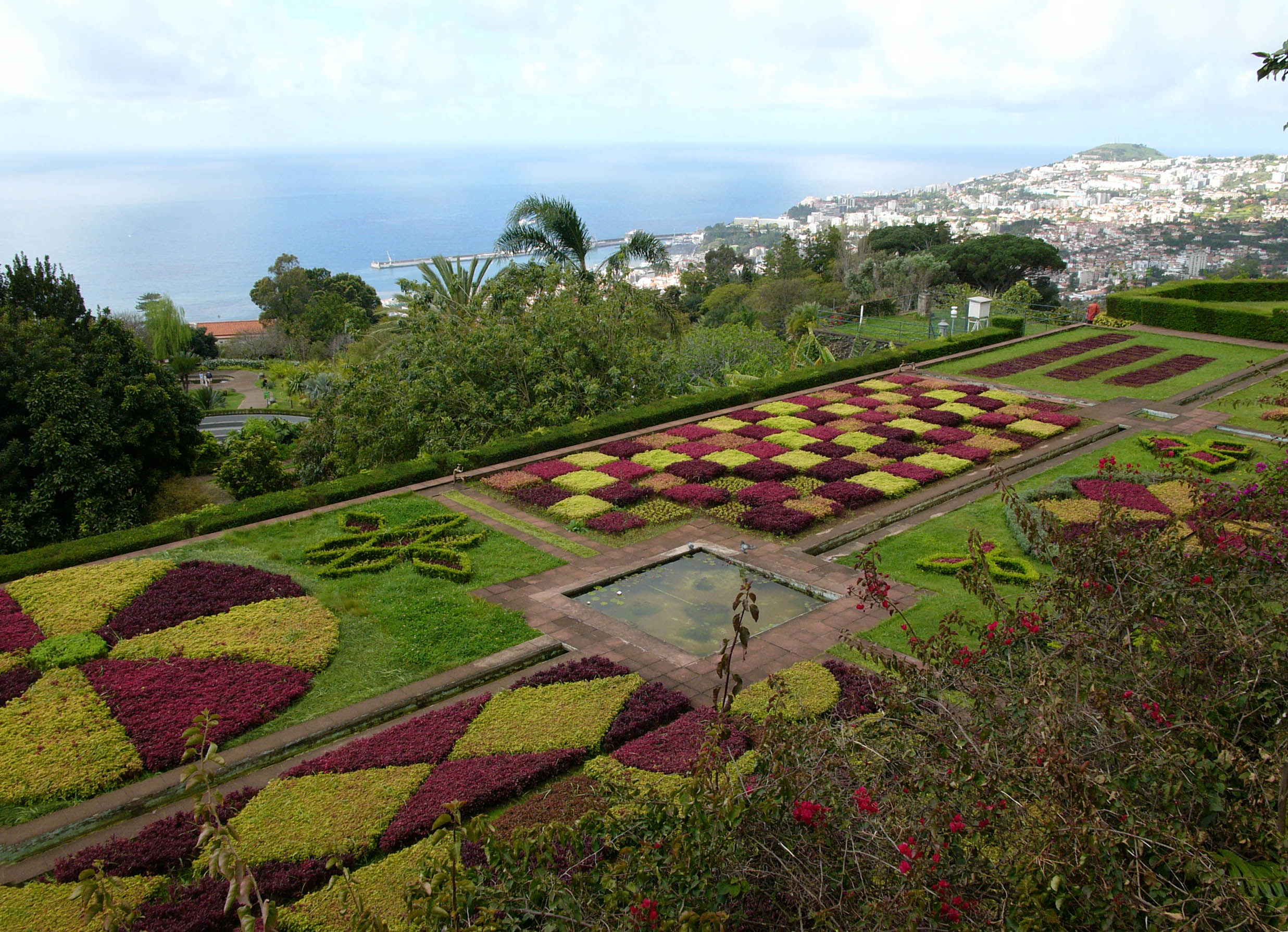
Ботанічний сад Мадейри

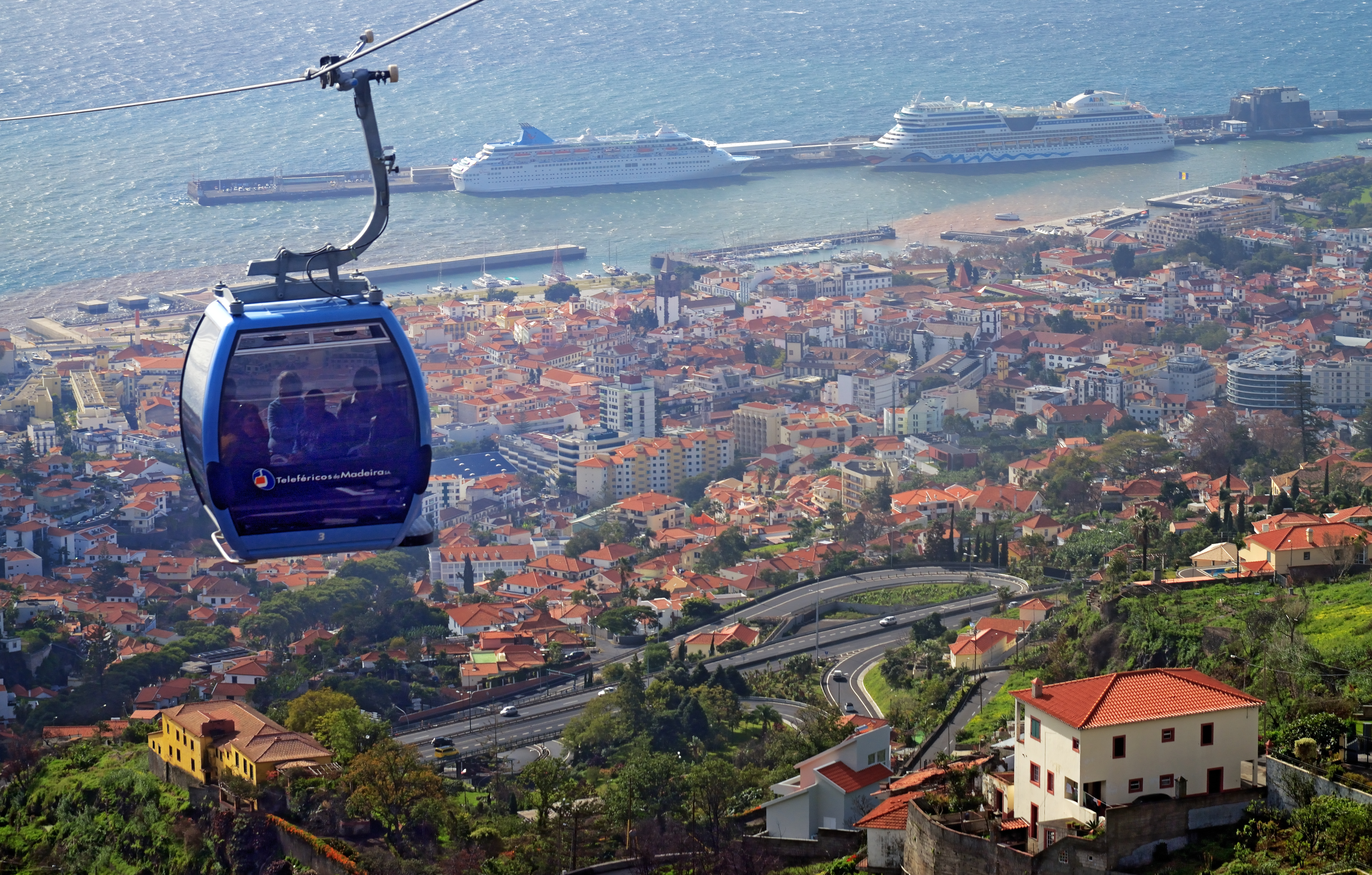
Фунікулер (телеферіко) з набережної до Монте

Знайомство з столицею краще почати з фортеці San Tiago, яка була побудована на початку 17 століття для захисту від піратів, а сьогодні вона перетворилася в музей сучасного мистецтва, який може відвідати будь-який бажаючий. Серед візитівок міста варто відзначити його ринок «Лаврадор» з величезним вибором тропічних фруктів. А типові сувеніри острова, — різноманітні вироби з виноградної лози, можна придбати практично у будь-якій частині міста. Набережна Фуншала, що гармонійно прилягає до морського порту міста, завжди заповнена міжнародними лайнерами, комерційними кораблями та прогулянковими яхтами, що являє собою колоритне видовище. А уздовж узбережжя розташована прогулянкова смуга, так звана «Формоза», з великим числом оглядових майданчиків та місць для відпочинку й розваг. Для тих, хто хоче познайомитися з культурою та мистецтвом острова, варто відвідати різноманітні музеї, монументи, художні галереї, де можна побачити роботи художників добре відомих за межами острова. Шанувальники архітектури також не будуть розчаровані, адже столицю острова завдяки прямим проспектам із зеленими парками не без підстав називають «Лісабоном у мініятюрі». Щорічно під час зустрічі нового року в місті відбувається феєрверк. У ніч на 1 січня 2007 року вогні цього феєрверку утворили еліпс довжиною 6 і шириною 2,7 км, потрапивши до Книги рекордів Гінесса як найбільше піротехнічне свято у світі.
Неподалік від центру Фуншала знаходиться ботанічний сад Мадейри, що захоплює відвідувачів своєю розкішною рослинністю. Сад вражає своїми гармонійними формами та рідкісними кольоровими контрастами. Розташування алей дозволяє відвідувачам насолоджуватись одночасно морським узбережжям міста та довколишніми пагорбами. На території ботанічного саду зростає понад 2 тис. екзотичних видів, завезених сюди з різних континентів світу. З 2005 року сад має станцію канатної дороги, час проїзду якою до центру міста становить близько 7 хвилин.

## Стихійні лиха
20 лютого 2010 внаслідок сильних дощів з подальшими повенями й зсувами, загинуло 48 і було поранено понад 100 осіб. Найбільше постраждав густозаселений район міста Фуншал.

## Відомі особистості
В поселенні народились:
- Марку Вашконселуш (нар. 1986) — португальський бадмінтоніст.
- Ана Моура (нар. 1986) — португальська бадмінтоністка.
- Кріштіану Роналду (нар. 1985) — португальський футболіст.
- Рікарду Фернандеш (* 1972) — португальський бадмінтоніст.

## Галерея

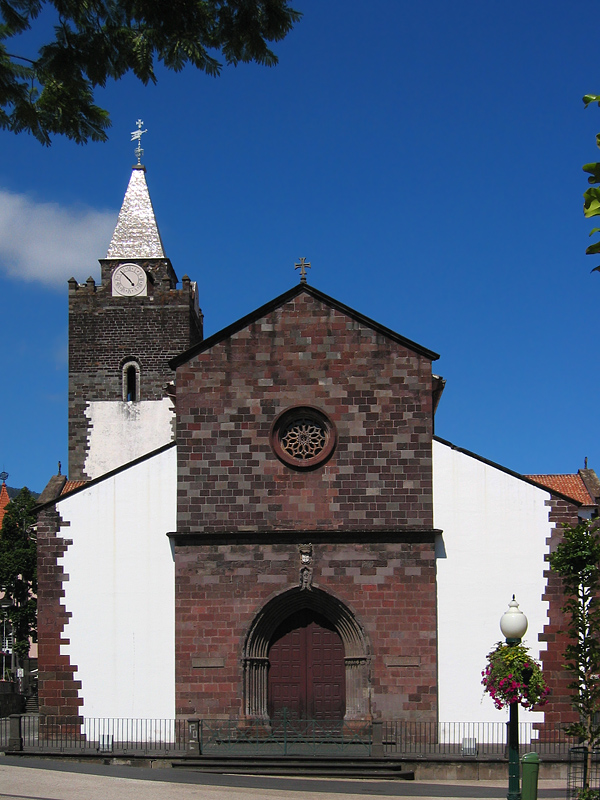
Катедральний собор
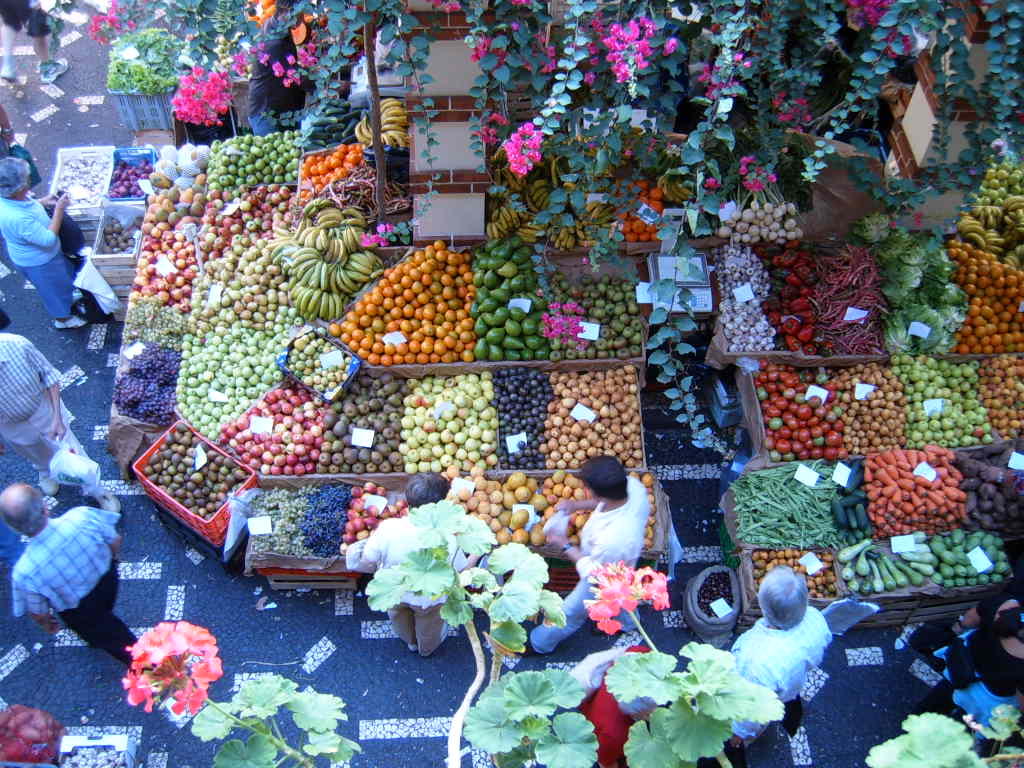
Ринок тропічних фруктів «Лаврадор»
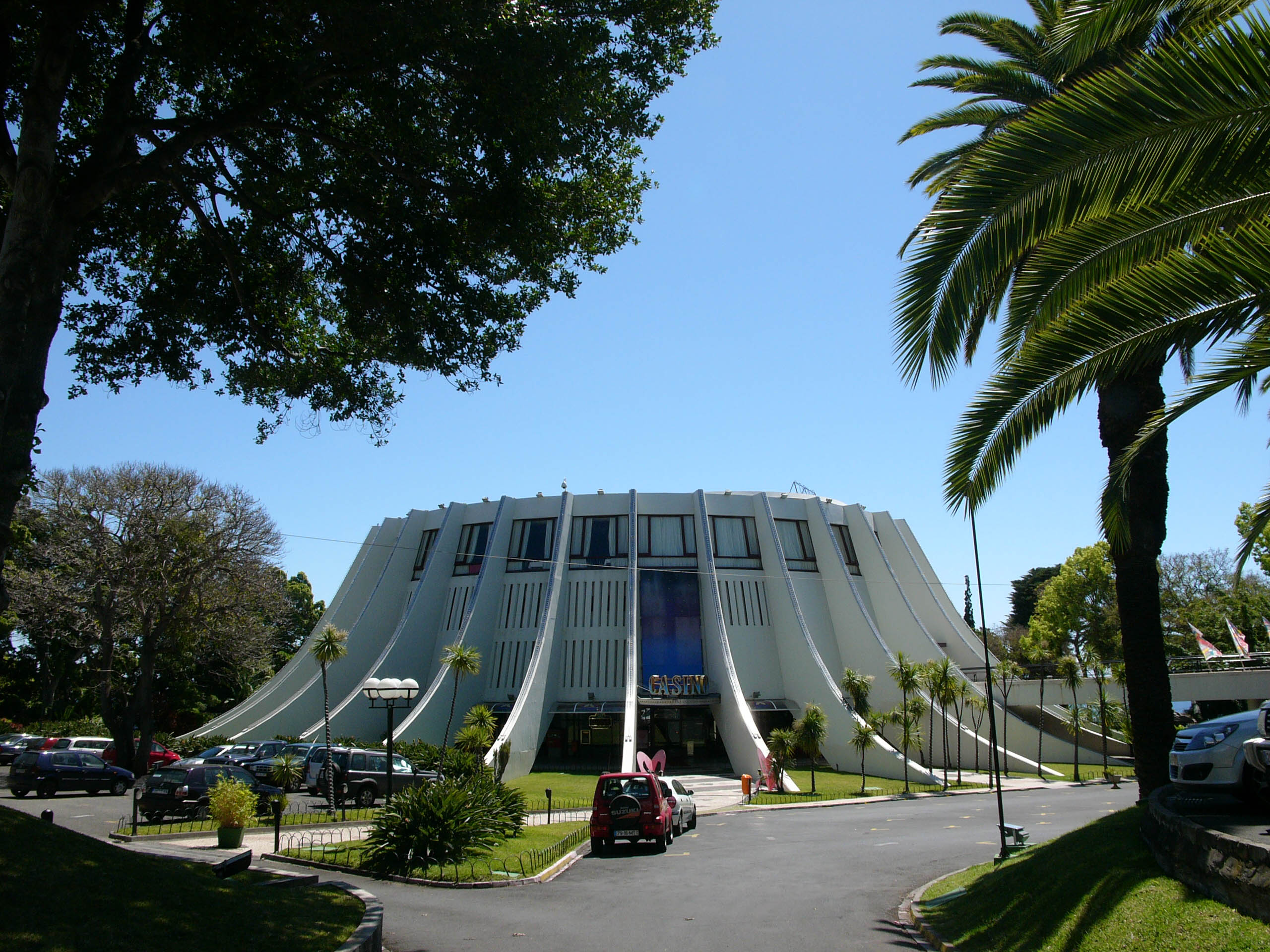
Казино
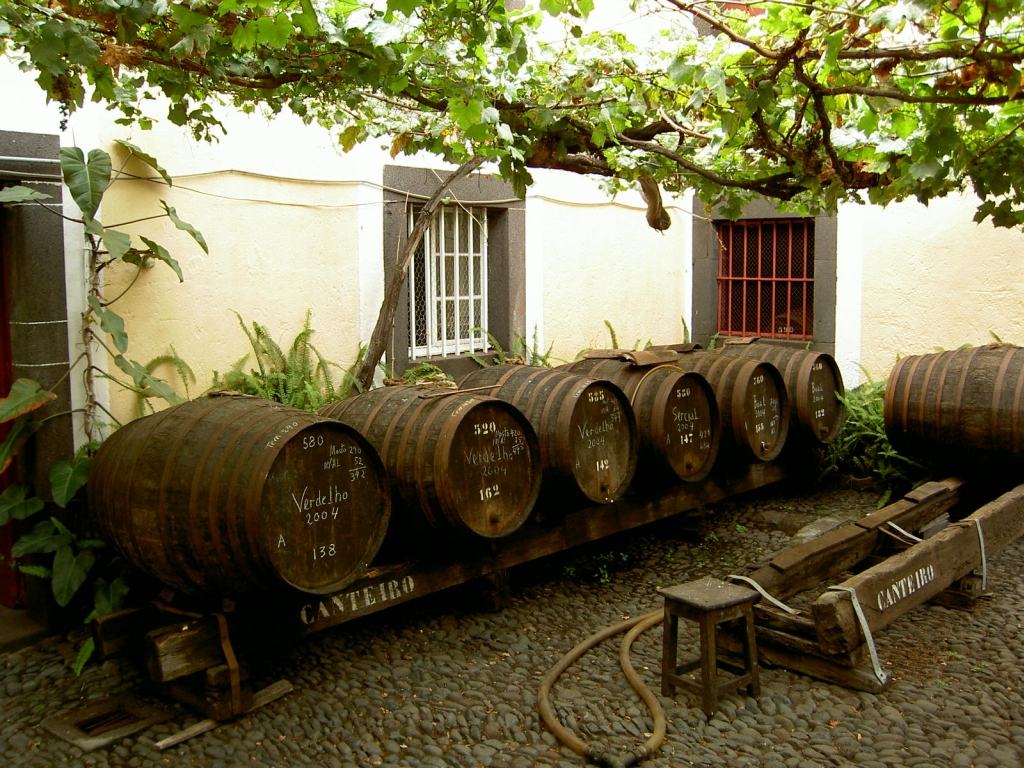
Музей мадери
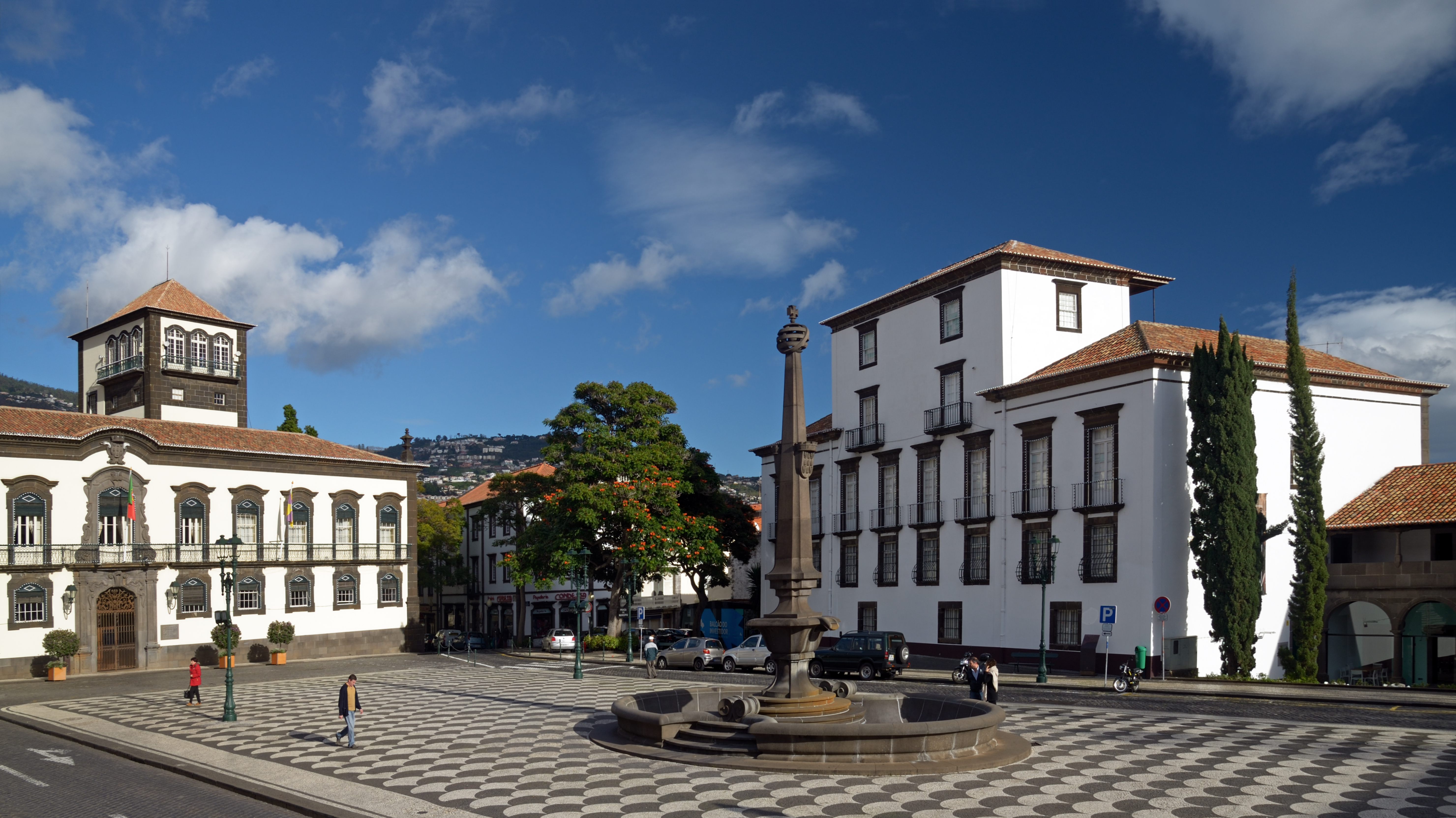
Головна площа
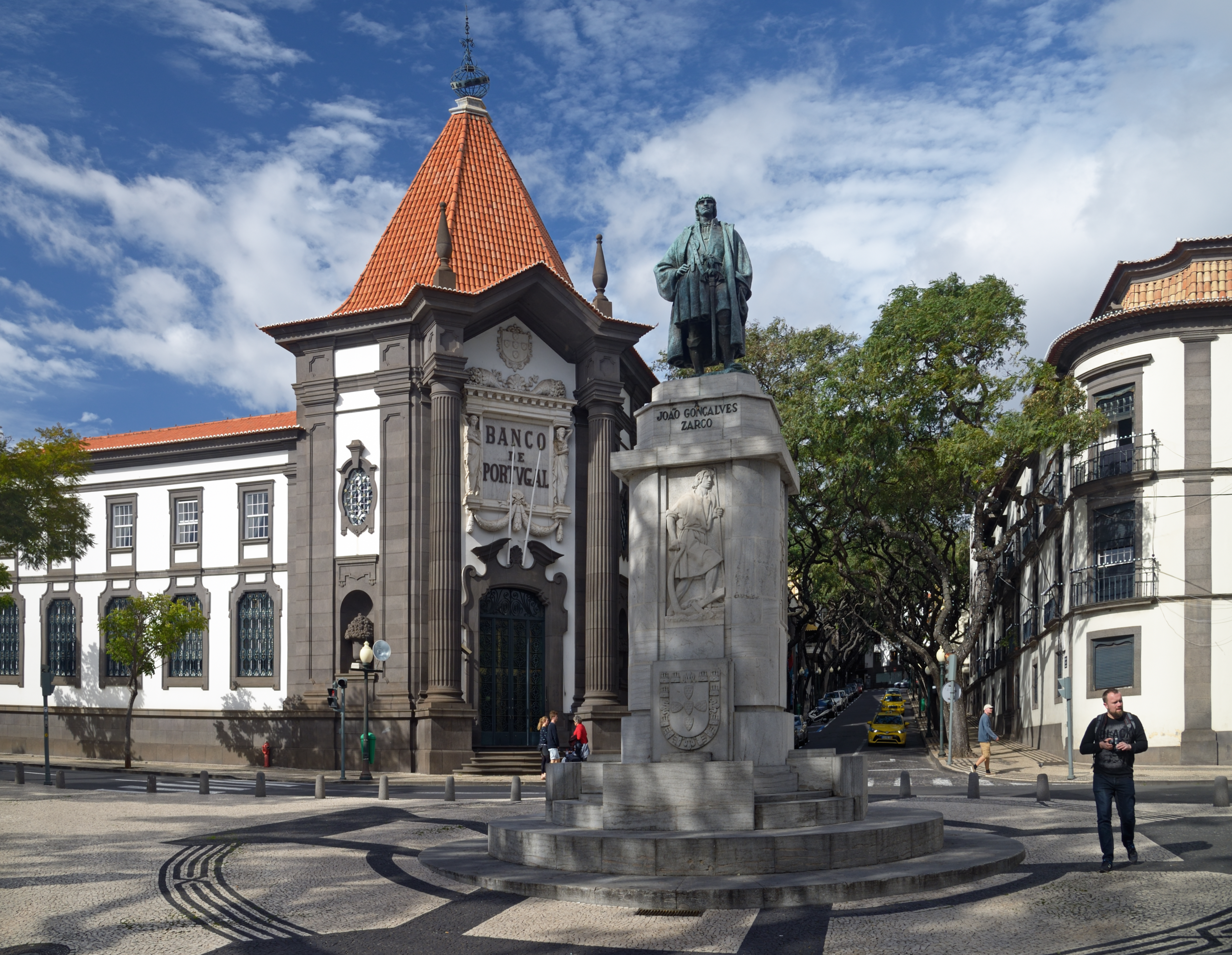
Пам'ятник Зарко
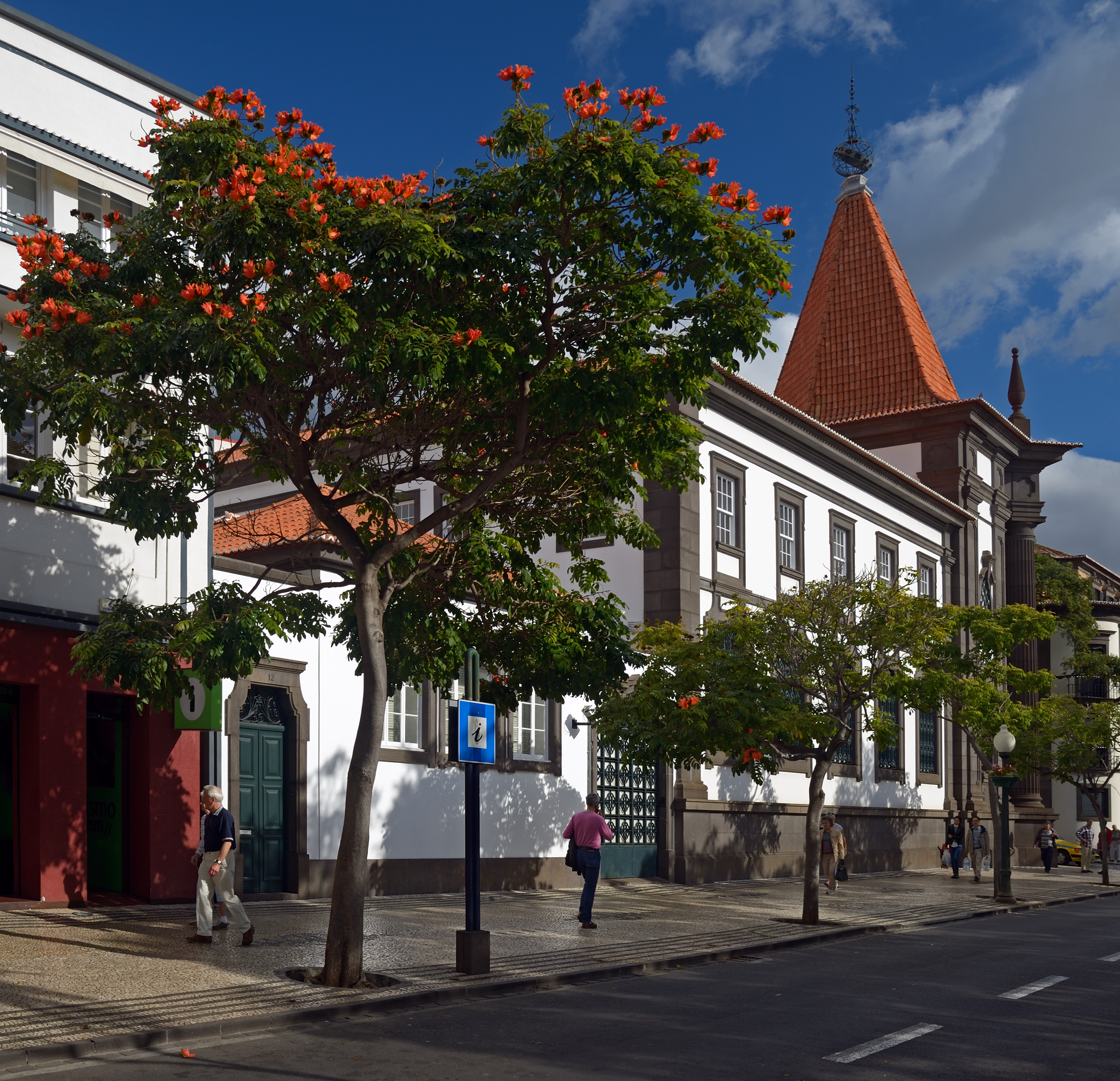
Авеніда Аріага
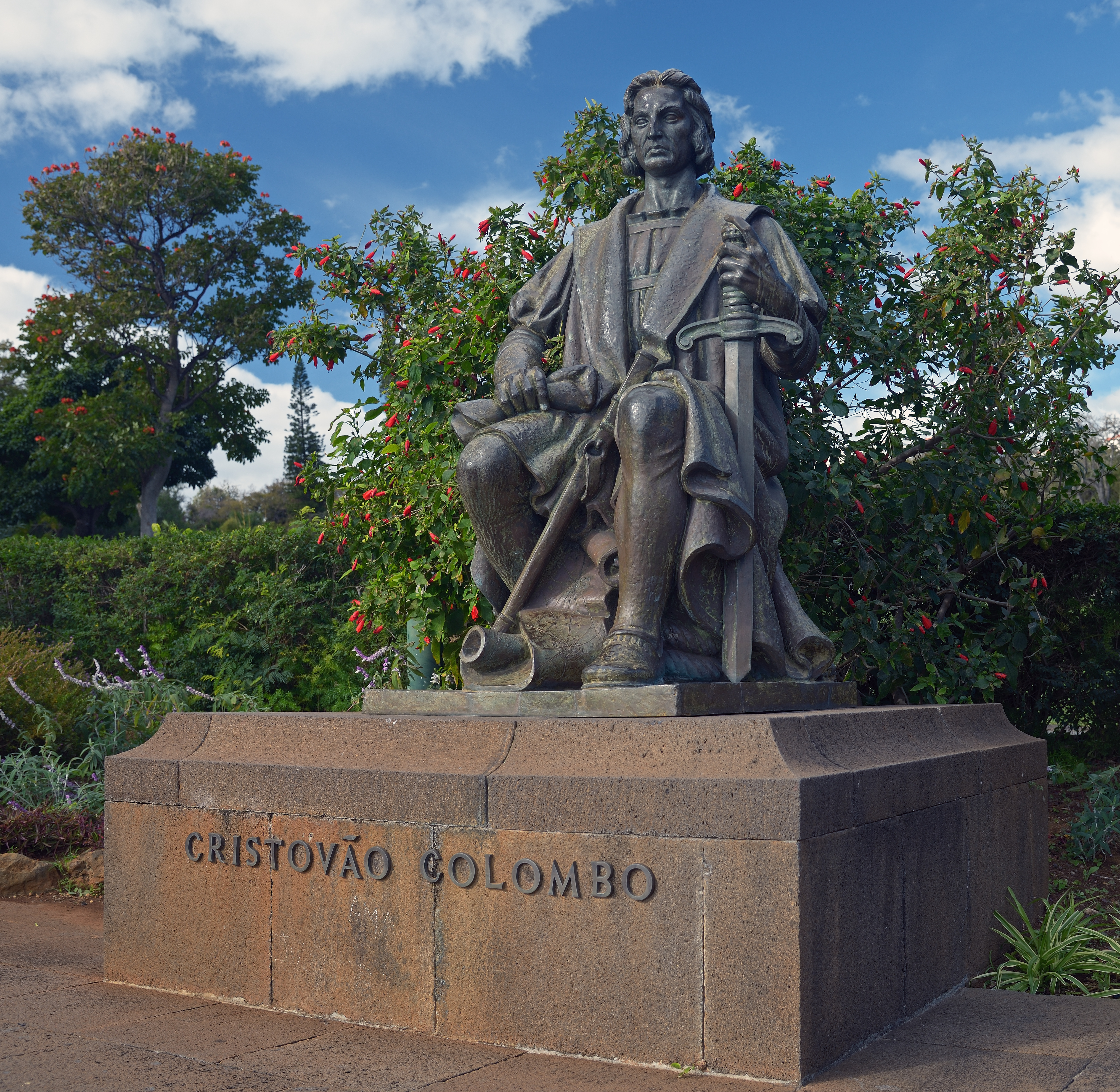
Пам'ятник Колумбу
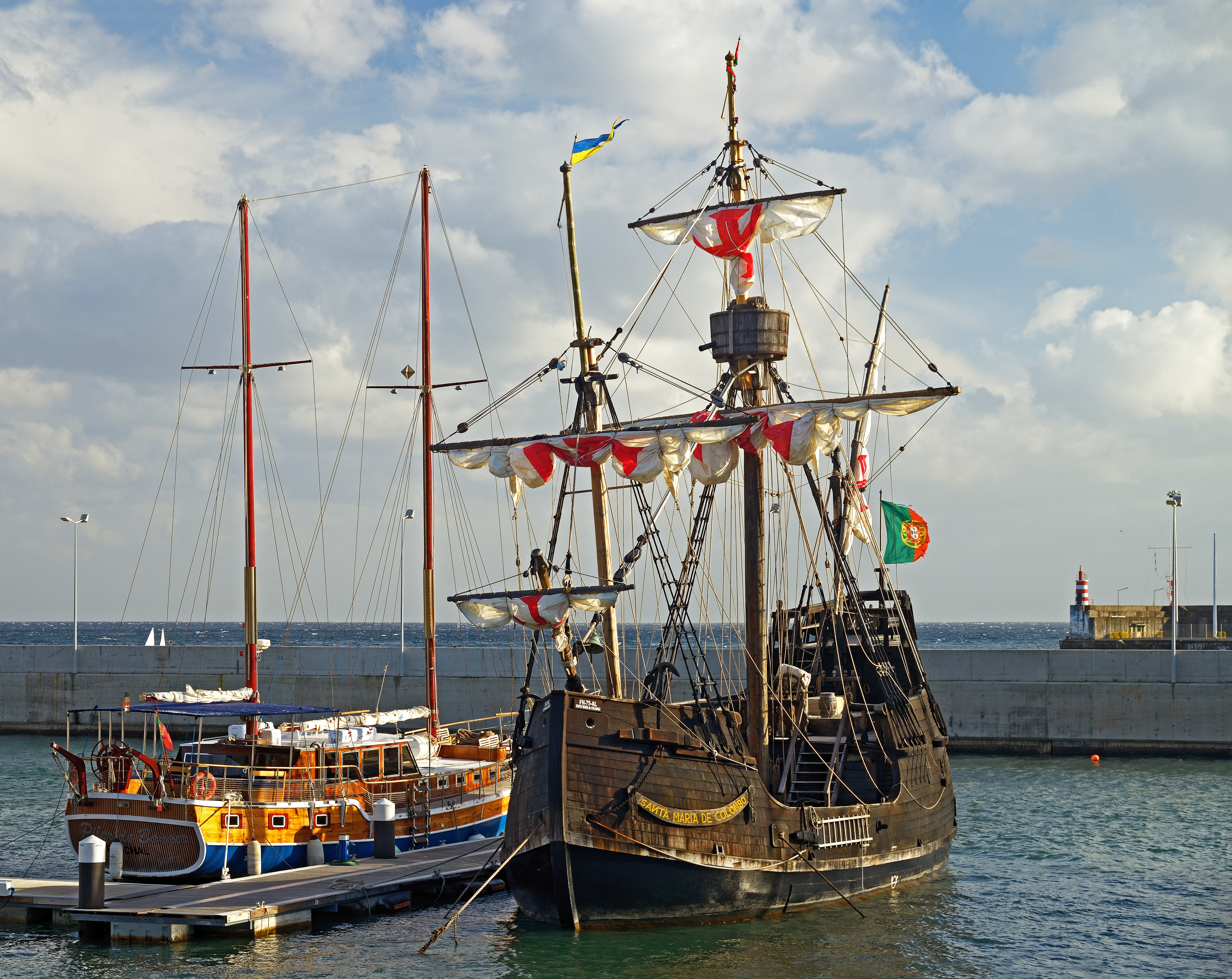
Копія шхуни Колумба Санта Марія в порту
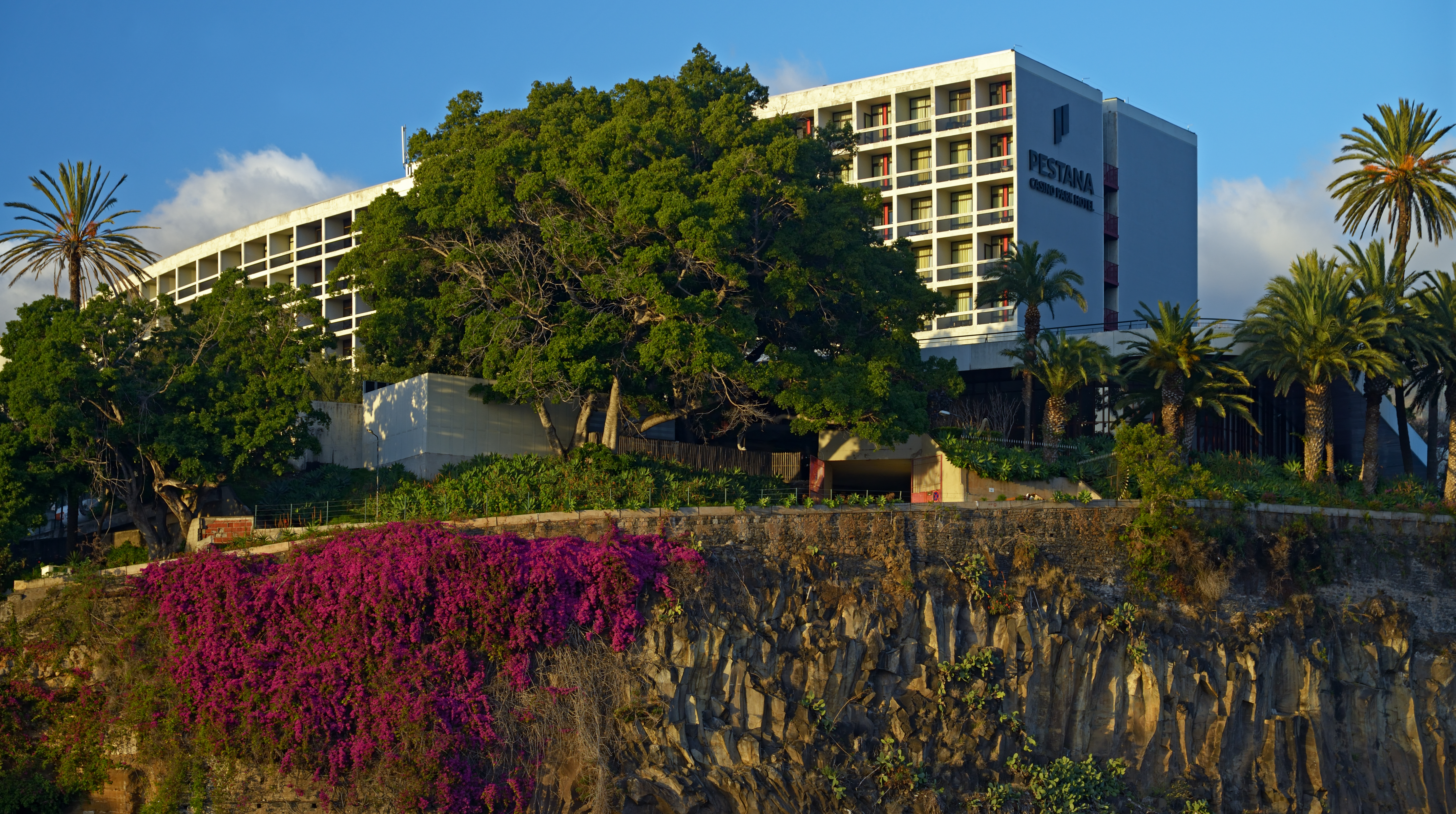
Парк отель Пестана
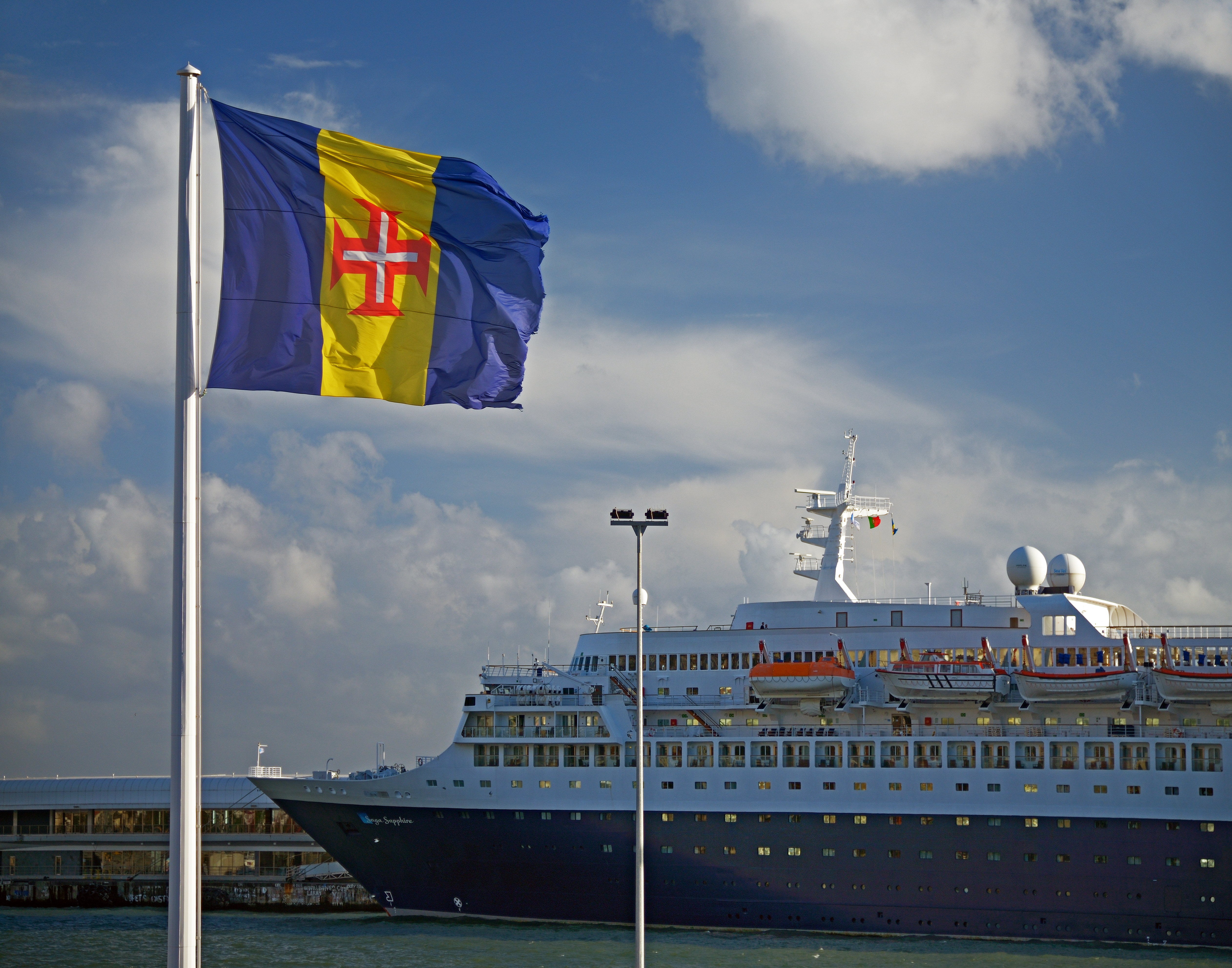
Прапор Мадейри на фоні круїзного лайнера
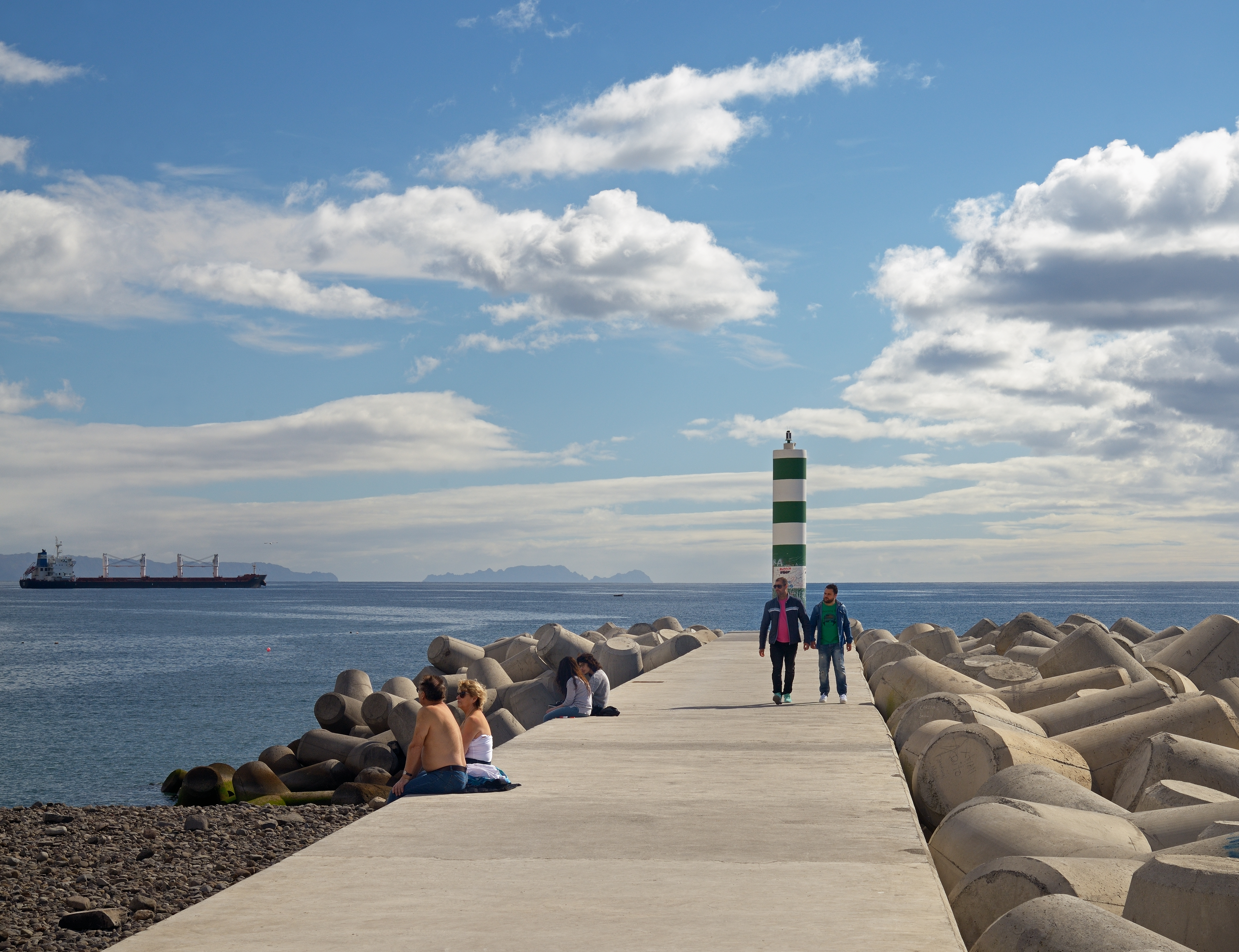
Мол в бухті Фуншала
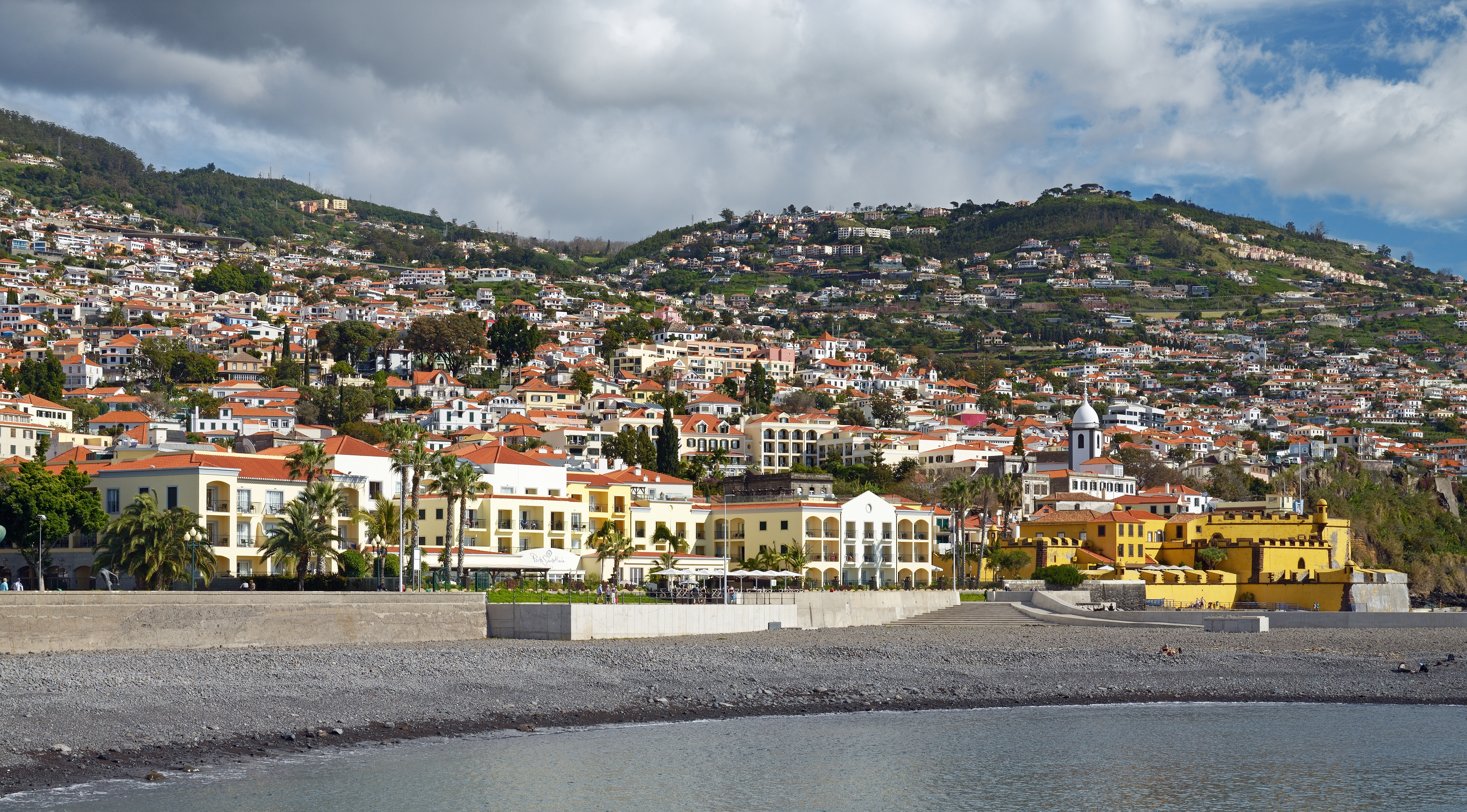
Вигляд міста з океану
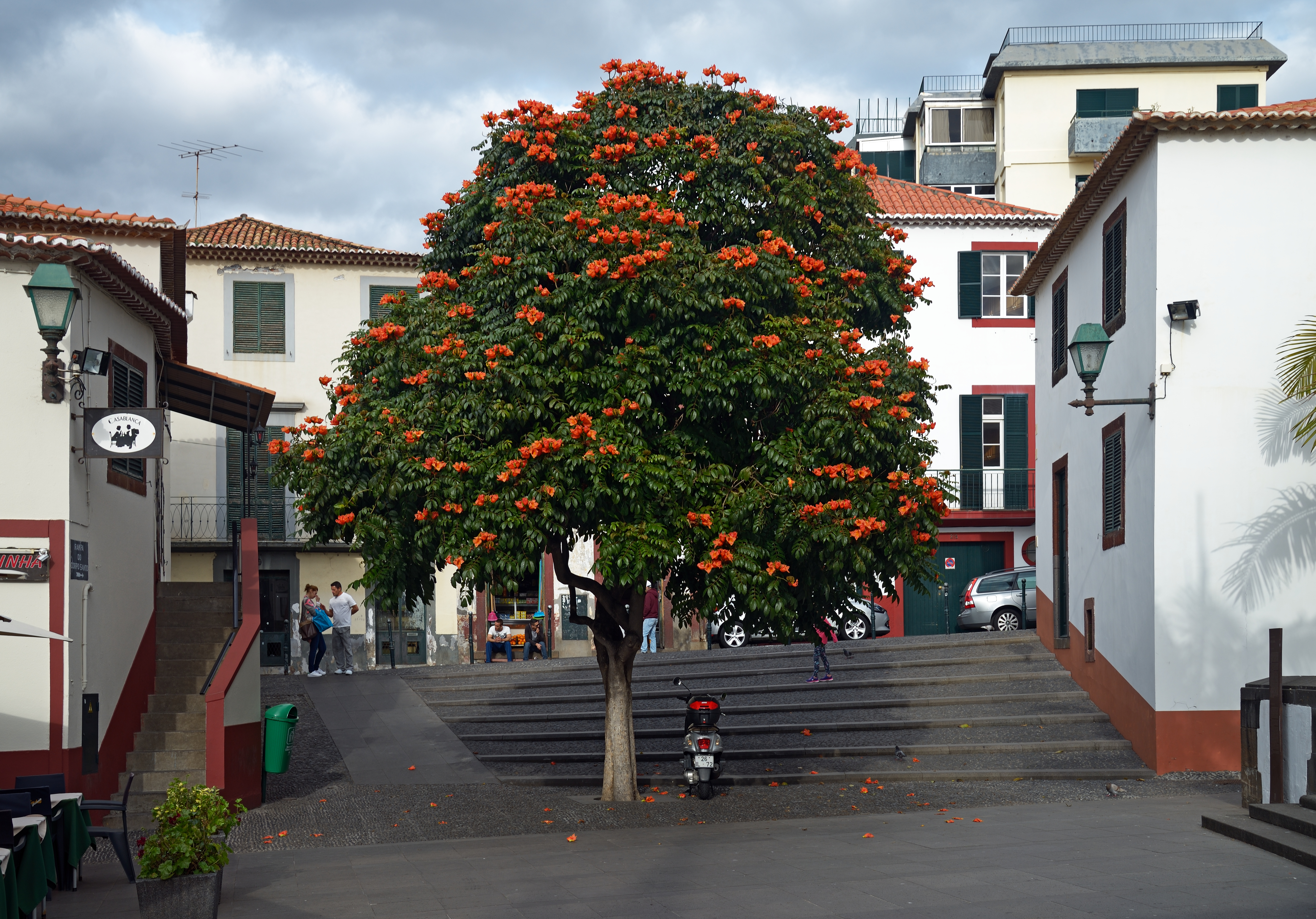
Африканське тюльпаноке дерево (Спатодея)
Східна частина Фуншалу
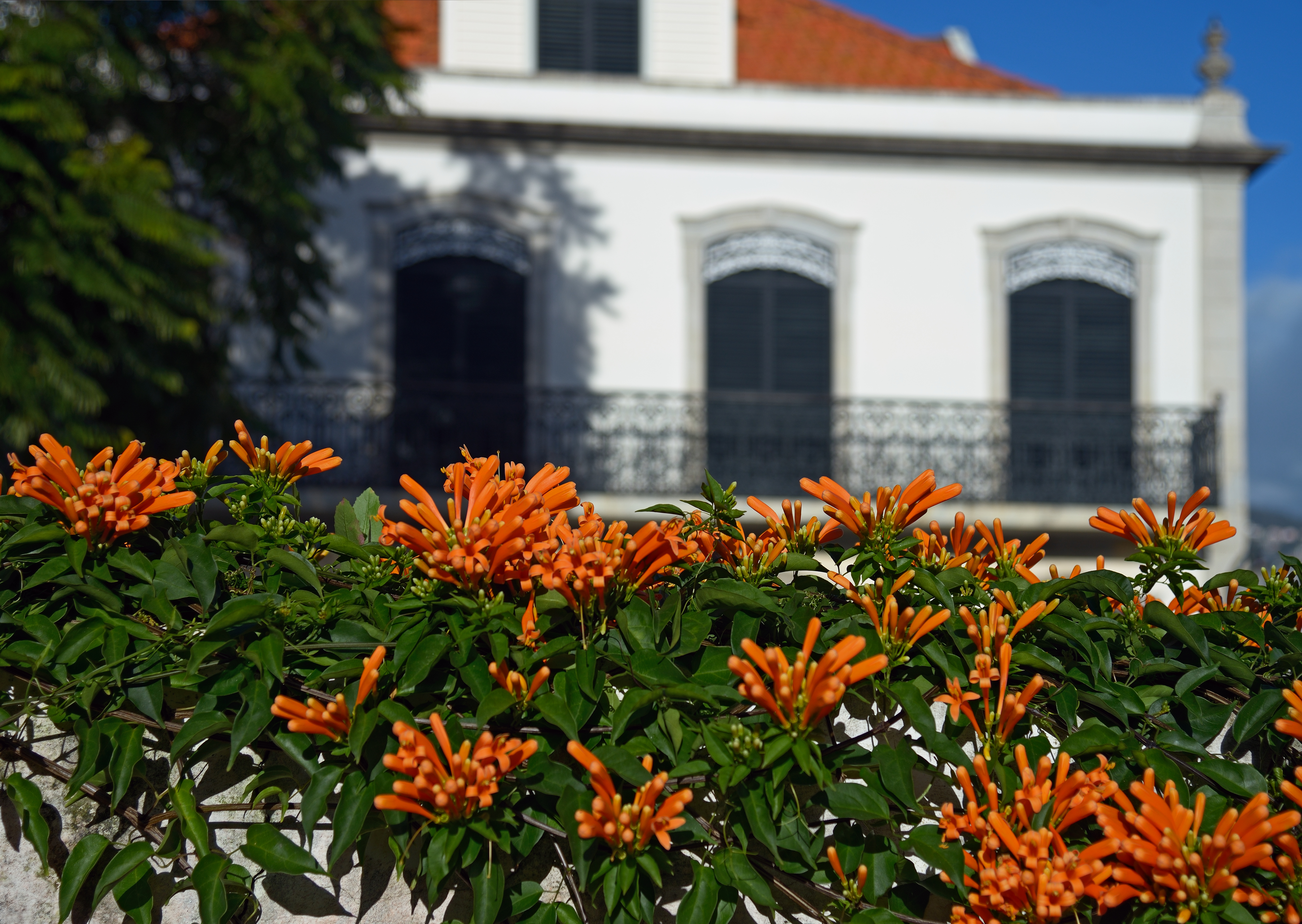
Фуншал у січні
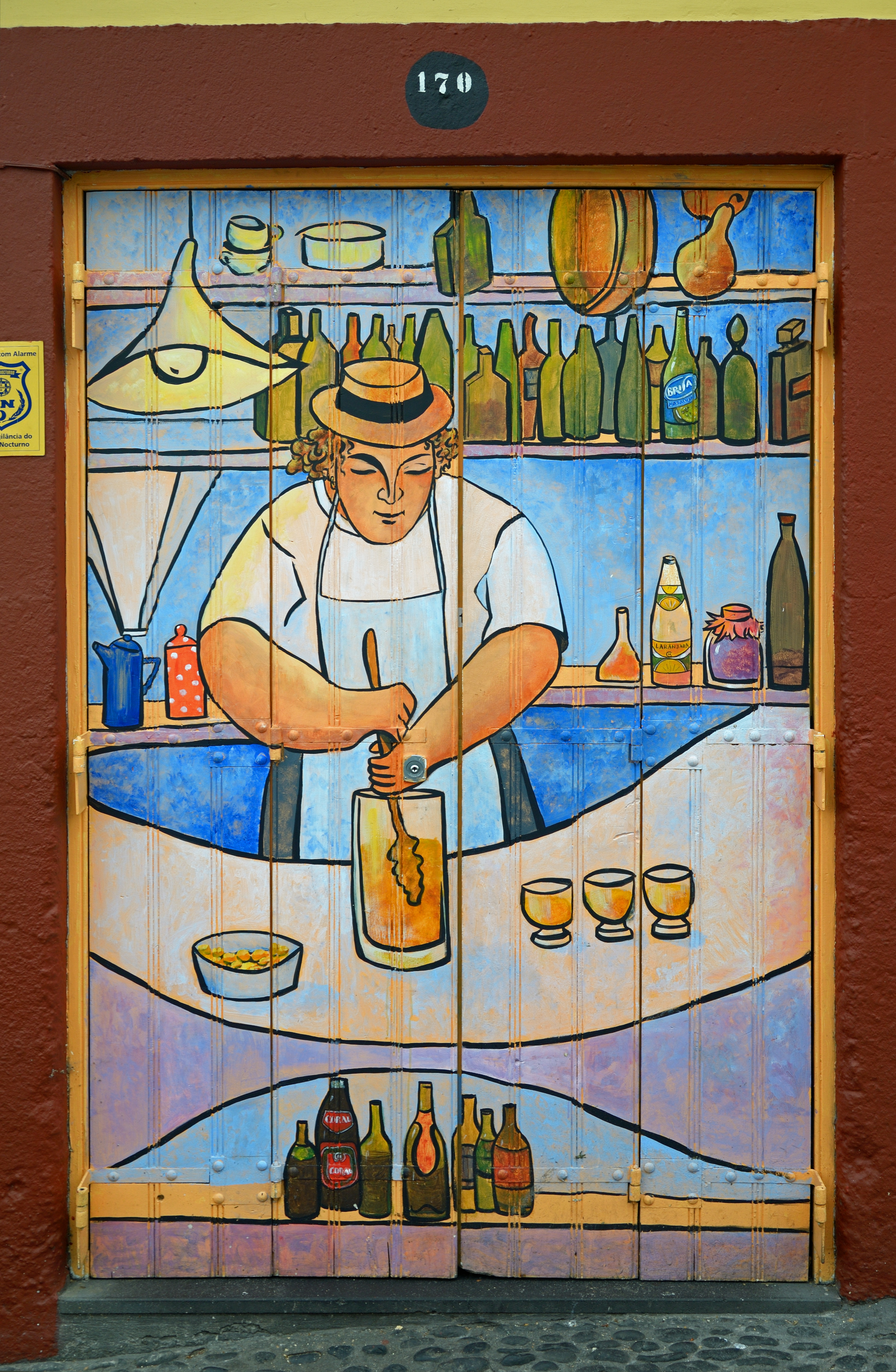
Размальовані двері (виготовлення поншо)
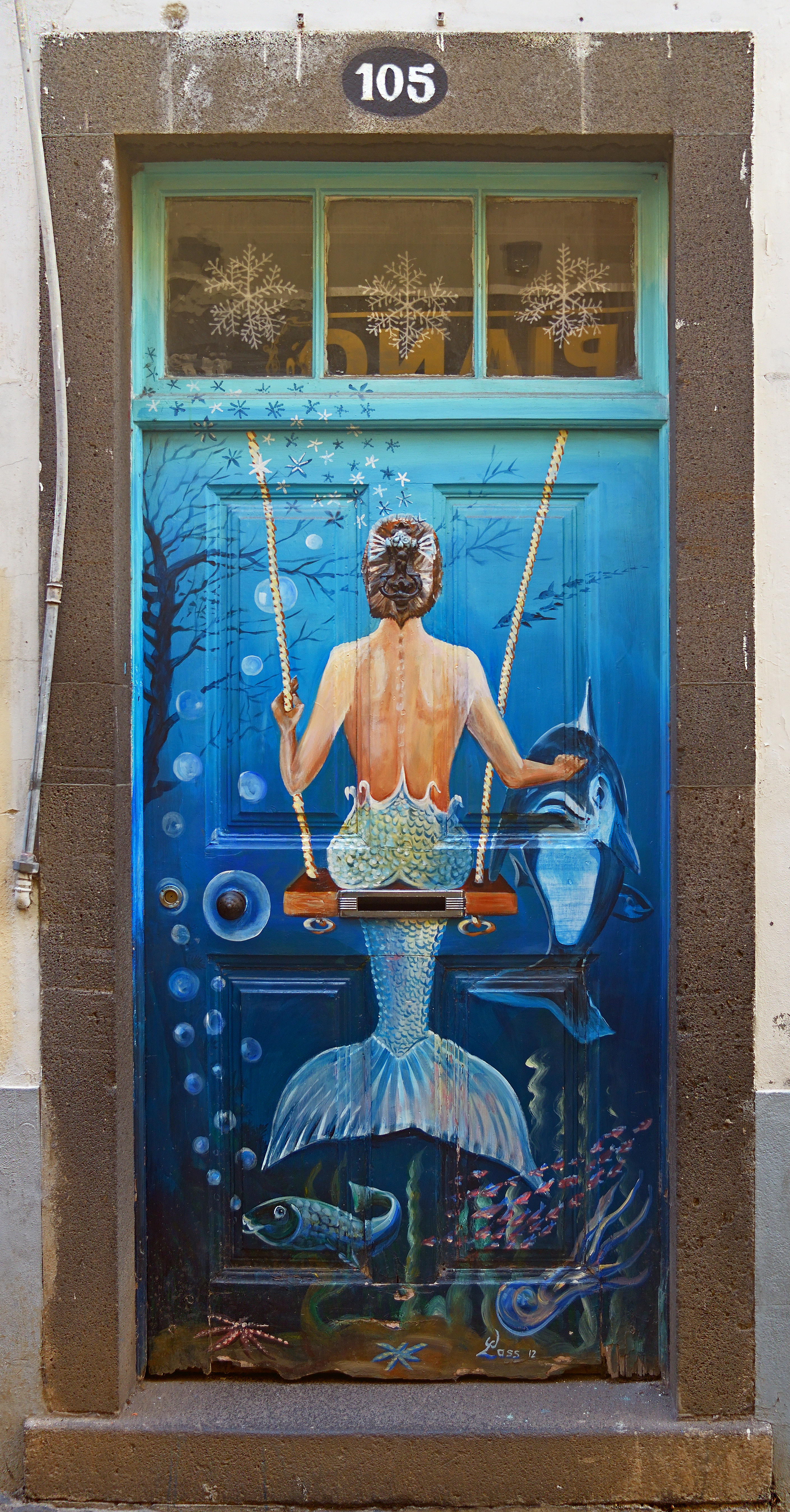
Розмальовані двері (русалка)
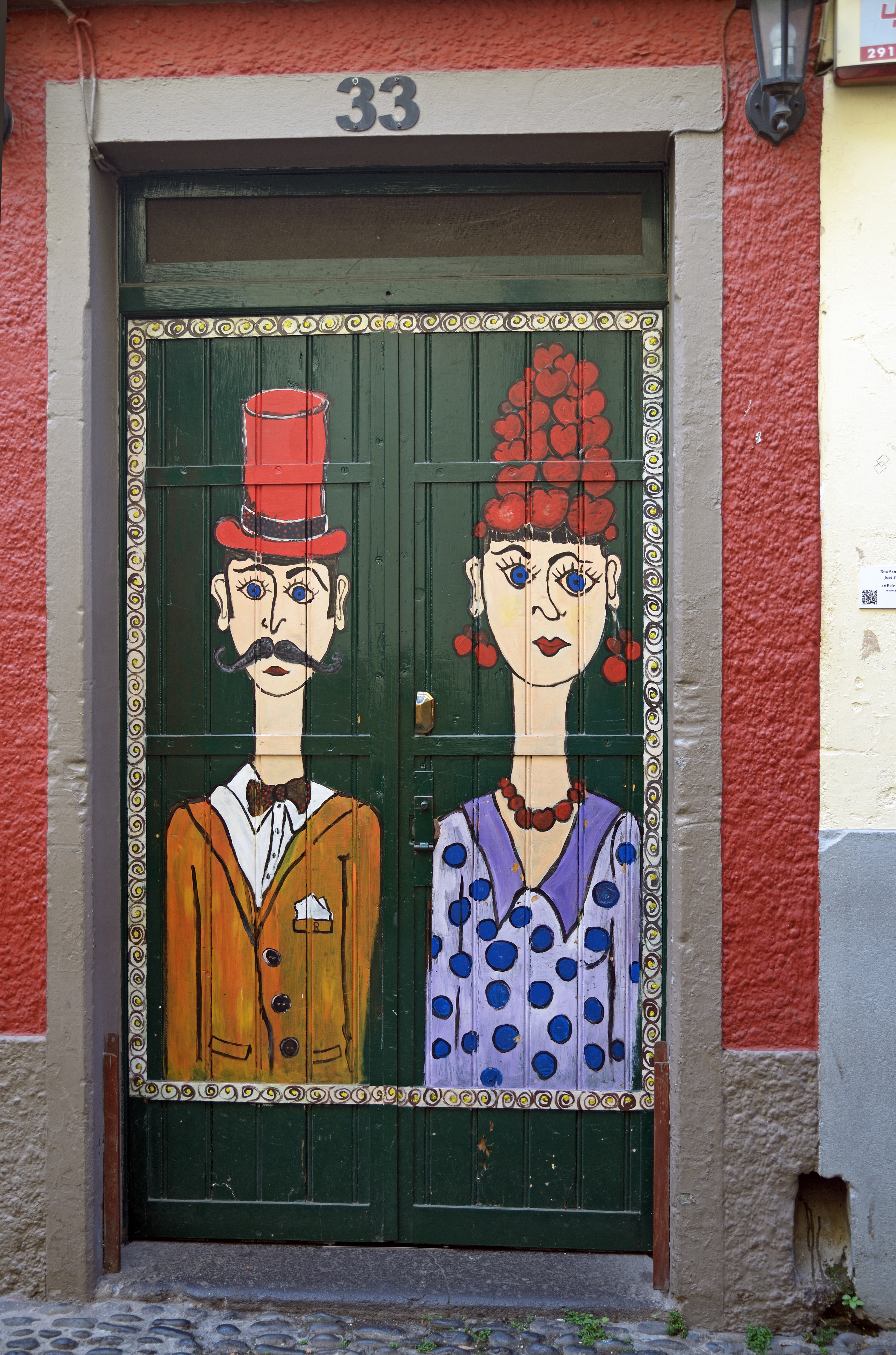
Розмальовані двері (подружжя)
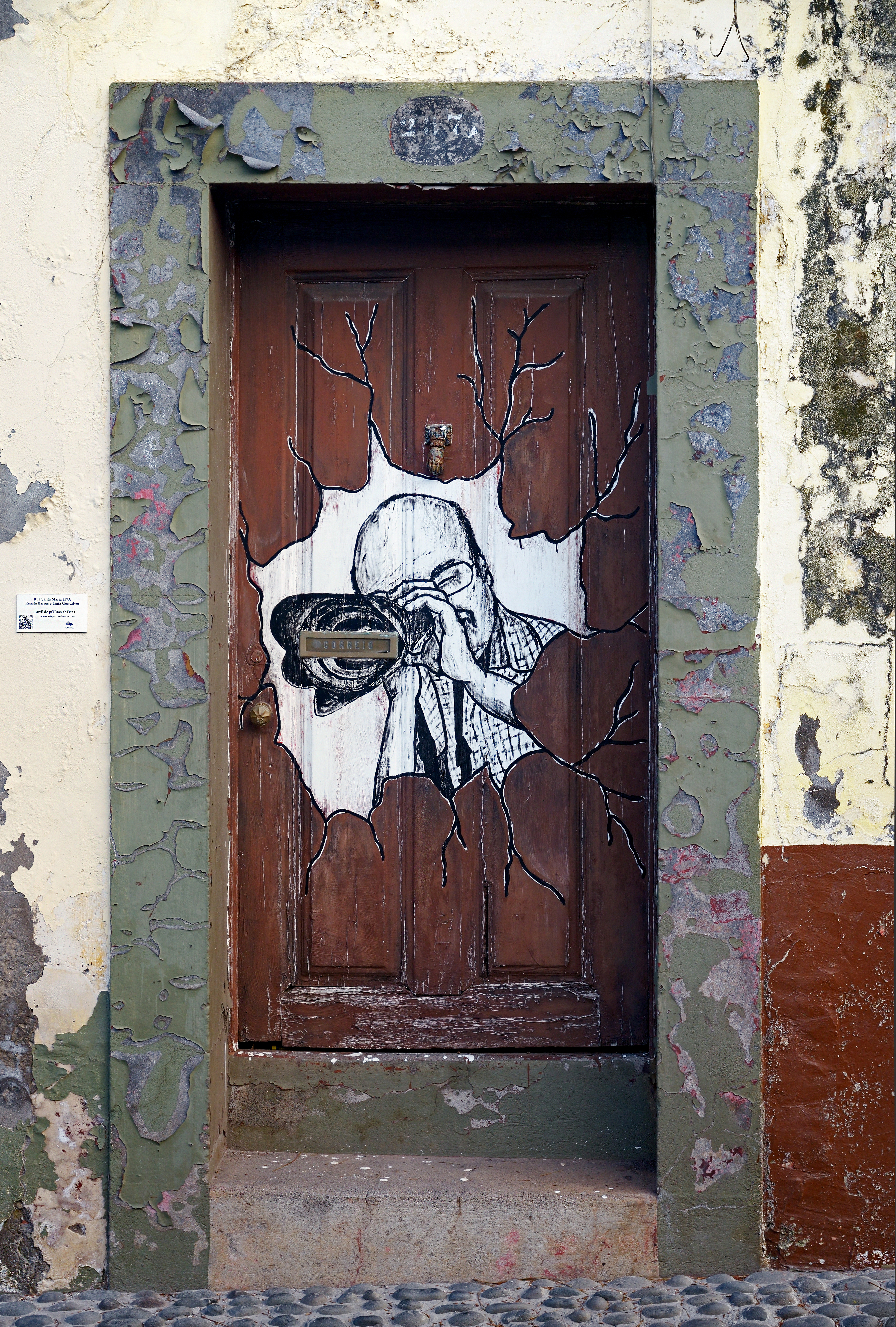
Розмальовані двері (фотограф)
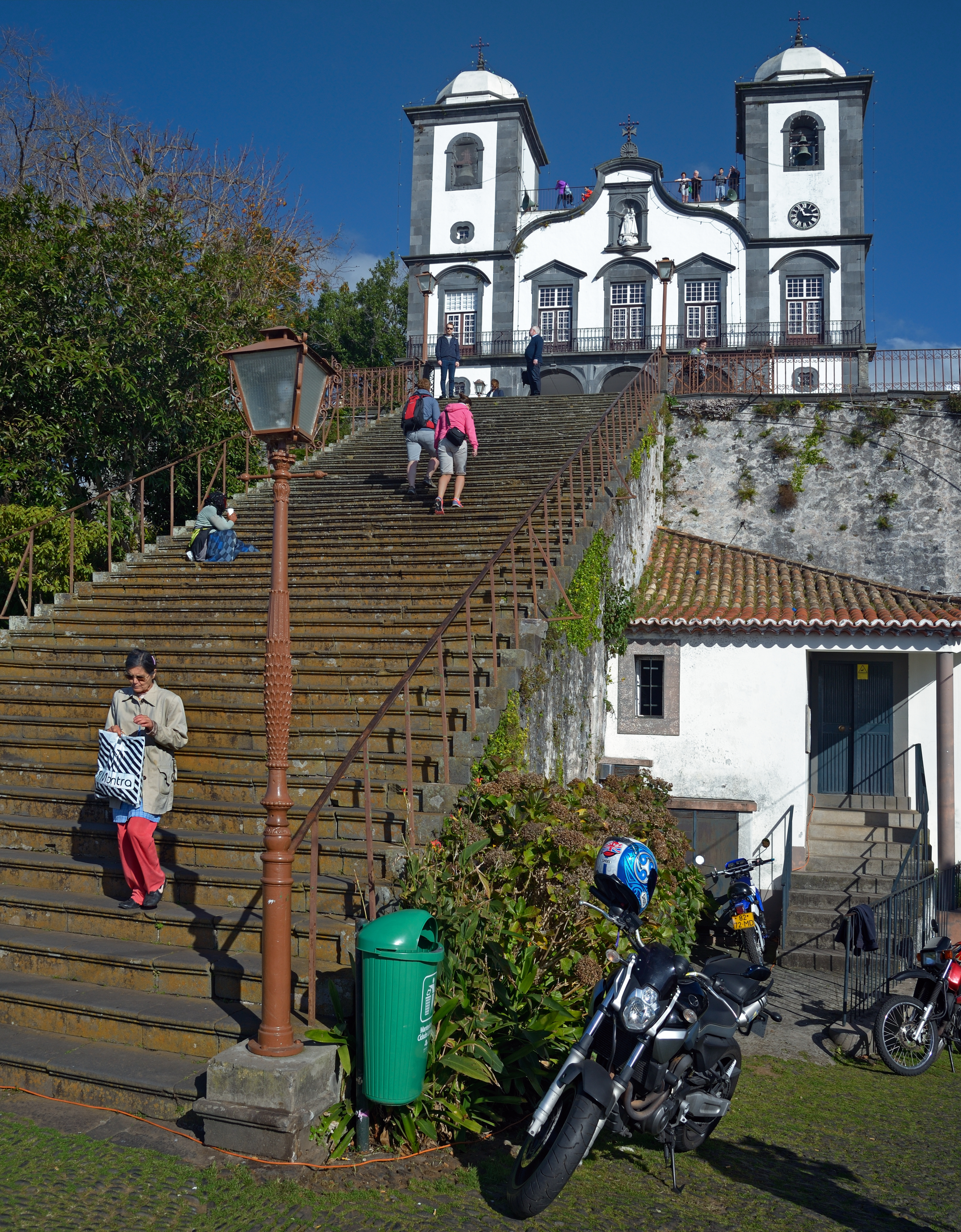
Церква Божої матері у Монте
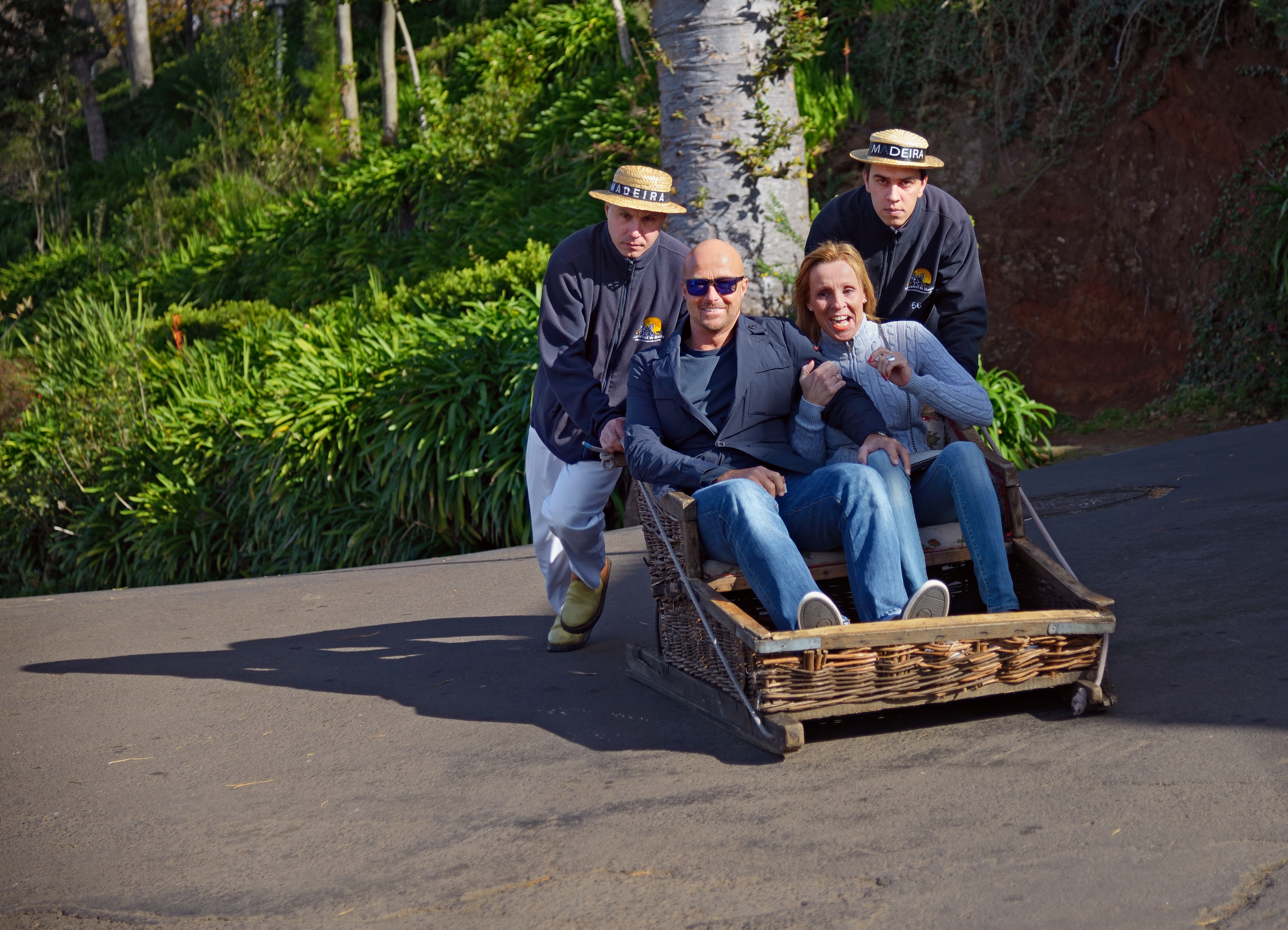
Традиційний спуск на тобогані

## Міста-побратими
1. — Іляву, Португалія (2008)[11]